# Anthony Philip Heinrich
Anthony Philip Heinrich, właśc. Anton Philipp Heinrich (ur. 11 marca 1781 w Schönbüchel, zm. 3 maja 1861 w Nowym Jorku) – amerykański kompozytor pochodzenia niemiecko-czeskiego. 

## Życiorys
W dzieciństwie został adoptowany przez swojego bogatego wuja. Uczył się gry na skrzypcach i fortepianie, w zakresie kompozycji był głównie samoukiem. Po śmierci wuja odziedziczył spory majątek, który utracił jednak po krachu finansowym w 1811 roku. W 1805 i 1810 roku odwiedził Stany Zjednoczone, gdzie od 1817 roku osiadł na stałe. W 1817 roku poprowadził w Lexington pierwsze w Ameryce wykonanie symfonii Ludwiga van Beethovena. W 1818 roku otrzymał posadę dyrektora Southwar Theatre w Filadelfii. Po nieudanym założeniu własnego interesu odbył samotną wędrówkę lasami od Filadelfii do Pittsburgha i dalej wzdłuż rzeki Ohio do Bardstown w stanie Kentucky. Od 1826 roku był organistą Old South Church w Bostonie. W latach 1826–1831, 1833–1837 i 1856–1859 odbywał podróże do Europy, w trakcie których dyrygował wykonaniami własnych utworów w Grazu (1836), Bordeaux (1837) oraz w Pradze (1857).
Od 1837 roku mieszkał w Nowym Jorku. Cieszył się dużą popularnością, zyskał sobie pieszczotliwy przydomek „Father” Heinrich, krytycy nazywali go też Amerykańskim Beethovenem. Jego utwory wykonywano na nowojorskich festiwalach w 1842, 1846 i 1853 roku. Należał do założycieli nowojorskiego Philharmonic Society (1842). Po powrocie z ostatniej podróży do Europy w 1859 roku popadł w kłopoty finansowe, zmarł w biedzie.

## Twórczość
Uchodzi za pierwszego profesjonalnego kompozytora amerykańskiego. Należał do nielicznych amerykańskich kompozytorów XIX wieku, którzy znani byli także poza Ameryką. Tworzył muzykę o charakterze programowym, odwołując się do własnych przeżyć, przyrody i amerykańskiej historii, często sięgał też po tematykę indiańską. W swojej twórczości stosował formy taneczne i wariacje, a także muzyczne autocytaty i cytaty z pieśni patriotycznych. Swoje utwory wielokrotnie przerabiał.

## Ważniejsze kompozycje
(na podstawie materiałów źródłowych)

### Utwory orkiestrowe
- Pushmataha, a Venerable Chief of a Western Tribe of Indiand (1831)
- A Concerto for the Kent Bugle (1834)
- Complaint of Logan, the Mingo Chief (1834)
- The Indian War Council (1834)
- The Mocking Bird to the Nightingale (1834)
- The Tower of Babel (1834)
- The Treaty of William Penn with the Indians (1834, zrewid. 1847)
- uwertura The Wildwood Troubadour (1834−1853)
- The Jäger’s Adieu (1835)
- Gran sinfonia eroica (ok. 1835)
- Pocahontas (1837)
- symfonia The Columbiad (1837)
- symfonia The Hunters of Kentucky (1837)
- symfonia dramatyczna Schiller (ok. 1830, zrewid. 1847)
- The Wild Wood Spirit’s Chant (ok. 1842)
- Musica sacra no. 1: The Tower of Babel (1843, zrewid. 1852)
- uwertura National Memories (1844−1852)
- Johannis Berg (ok. 1844)
- symfonia Manitou Mysteries (ok. 1844)
- The Indian Carnival (ok. 1844)
- The War of the Elements (ok. 1844)
- uwertura Boadicèa (ok. 1845)
- Shenandoah (ok. 1845)
- The Empress Queen and the Magyars (ok. 1845)
- symfonia The Mastodon (ok. 1845)
- symfonia To the Spirit of Beethoven (ok. 1845)
- symfonia The Ornithological Combat of Kings (ok. 1847, zrewid. 1856)
- The Tomb of Genius: To the Memory of Mendelssohn-Bartholdy (ok. 1847)
- The Castle in the Moon (1850)
- uwertura Austria: The Flight of the Double Eagle (ok. 1853)
- Bohemia (1853)
- symfonia Homage à la Bohème (1855)
- marsz Austria: Heil dir ritterlicher Kaiser (ok. 1858)
- Die Allianz beider Hemispheren (ok. 1858)
- uwertura The Harper of Kentucky (b.d.)

### Utwory na zespół dęty i perkusję
- Marcia funerale (ok. 1851)
- Marcia funebre for the Heroes (ok. 1852)

### Utwory kameralne
- Ode to the Memory of Commodore O. H. Perry na fortepian i skrzypce lub flet (1820)
- Tema di Mozart and an Original Air na 2 skrzypiec, kontrabas lub wiolonczelę i fortepian ad libitum (1820)
- The Yankee Doodlelaid na 3 skrzypiec, kontrabas lub wiolonczelę i fortepian (1820)
- Storia d’un violino na skrzypce (1831)
- Souvenir of the Hudson Highlands na fortepian i skrzypce (1851)
- Trip to the „Catskill Mountain House” na skrzypce i fortepian (1851)
- Oktet na 3 skrzypiec, 2 altówki, 2 wiolonczele, kontrabas i trójkąt (ok. 1858)

### Utwory wokalno-instrumentalne
- O santa Maria na sopran, tenora i orkiestrę kameralną (1834)
- Musica sacra, No. 2: Adoramus te Christe na 3 głosy i orkiestrę (1835)
- Musica sacra, No. 3: O Santa Maria na chór i orkiestrę kameralną (ok. 1835)
- The Jubilee na 5 solistów, chór i orkiestrę (1841)
- The Warrior’s March na 4 solistów, chór i orkiestrę (1845)
- Coro funerale na 5 solistów, chór, półchór, orkiestrę i organy (ok. 1847)
- Amor patriae − Our Native Land na 5 solistów, chór i orkiestrę lub fortepian (ok. 1853)
- Noble Emperor na 5 solistów, chór i orkiestrę (ok. 1854)